# Copa Goiás
Copa Goiás foi uma competição estadual que reuniu clubes de futebol do Estado de Goiás, com intervalos de tempo de alguns anos entre a realização de uma edição e a imediatamente posterior.[carece de fontes?]
Em sua primeira edição, o Anápolis sagrou-se campeão ao vencer o Vila Nova por 3 a 2 na última rodada, terminando com um ponto a mais do que o Vila, maior campeão desta competição, com três conquistas, além de vice campeão também em 1993. 

## Lista de campeões
| Edição | Ano  | Campeão              | Vice-campeão        | Terceiro lugar              | Quarto lugar          |
| ------ | ---- | -------------------- | ------------------- | --------------------------- | --------------------- |
| 1ª     | 1967 | Anápolis (Anápolis)  | Vila Nova (Goiânia) | Ipiranga (Anápolis)         | Goiás (Goiânia)       |
| 2º     | 1968 | Atlético (Goiânia)   | Goiás (Goiânia)     | Vila Nova (Goiânia)         | Anápolis (Anápolis)   |
| 3ª     | 1969 | Vila Nova (Goiânia)  | Sem Informação      | Sem Informação              | Sem Informação        |
| 4ª     | 1971 | Vila Nova (Goiânia)  | Goiânia (Goiânia)   | Goiás (Goiânia)             | Atlético (Goiânia)    |
| 5ª     | 1976 | Vila Nova (Goiânia)  | Sem Informação      | Sem Informação              | Sem Informação        |
| 6º     | 1993 | Goiatuba (Goiatuba)  | Vila Nova (Goiânia) | Anapolina (Anápolis)        | Rio Verde (Rio Verde) |
| 7º     | 1995 | Anapolina (Anápolis) | Goiatuba (Goiatuba) | Santa Helena (Santa Helena) | Luziânia (Luziânia)   |
| 8°     | 1998 | Atlético (Goiânia)   | Goiás (Goiânia)     | Sem Informação              | Sem Informação        |